# Catabrosa werdermannii
Catabrosa werdermannii är en gräsart som först beskrevs av Pilg., och fick sitt nu gällande namn av Elisa G. Nicora och Sulma Zulma E. Rúgolo de Agrasar. Catabrosa werdermannii ingår i släktet källgrässläktet, och familjen gräs. Inga underarter finns listade i Catalogue of Life.